# سنت دوداک
سنت دوداک (انگلیسی: Saint Duthac) یا سنت دوتاس،
سنت Duthac (یا Duthus یا Duthak) (زاده: ۱۰۰۰ -درگذشته: ۱۰۶۵) قدیس حامی در شهر تاین اسکاتلند بود.
با توجه به کتاب تلخیص آبردین، Duthac یک اسکاتلندی بومی بود که در ایرلند تحصیل کرده بود و در تاین درگذشت.
یک کلیسای کوچک و پناهگاه به افتخار او در تاین تأسیس و ساخته شده‌است. این کلیسا در جریان خشونت‌های سیاسی بین گروه‌های قدرت منطقه، یعنی قبیله «مک کی» و قبیله «راس» سوخته بود. خرابه‌های کلیسای کوچک هنوز هم به عنوان یک گورستان در امتداد سواحل دورنوچ Dornoch وجود دارد.

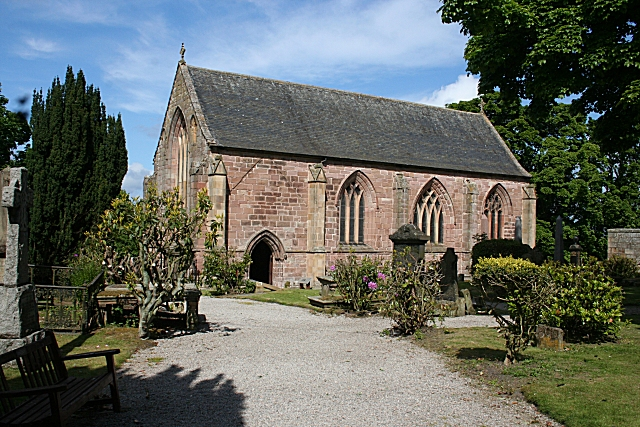
نمایی از کلیسای سنت دوداک در تاین - ۲۰۰۸

سنت Duthac تا حد زیادی قبل از اصلاحات (اول) در اسکاتلند مورد احترام بود.
وی به عنوان کشیش اعتراف ایرلند و اسکاتلند در(Dubtach Albanach) شناخته شده بود. رو تقدیس او ۸ ماه مارس است.
شاه جیمز پنجم، رابرت بروس و خانواده اش، به علاوه بسیاری از افراد برجسته دیگر به زیارتگاه وی سفر کرده‌اند و نمایشگاه دوسالانه به نام برگزار می‌شود.